# Дау, Пегги
Пегги Дау (англ. Peggy Dow), имя при рождении Пегги Джозефин Варнадау (англ. Peggy Josephine Varnadow), имя по мужу Пегги В. Хелмерих (англ. Peggy V. Helmerich; родилась 18 марта 1928 года) — американская актриса, снимавшаяся в кино на рубеже 1940—1950-х годов.
К числу наиболее известных картин с участием Дау относятся фильмы нуар «Поддержка» (1949), «Женщина в бегах» (1950), «Вымогательство» (1950) и «Спящий город» (1950), комедии «Харви» (1950) и «Так и не скажешь» (1951), а также военная мелодрама «Блестящая победа» (1951).

## Ранние годы и начало карьеры
Пегги Дау, имя при рождении Пегги Джозефин Варнадау, родилась 18 марта 1928 года в маленьком городке Коламбиа на юге штата Миссисипи. В возрасте 4 лет вместе с родителями Пегги переехала в Ковингтон, Луизиана, где родилась её сестра Энн. У отца была небольшая сеть овощных магазинов в Южной Луизиане, а во время Второй мировой войны он занялся поставками пропана и бутана местным фермерам. Мать была домохозяйкой и воспитывала детей.
После окончания средней школы в Галфпорте, Миссисипи, Пегги решила поступать в Северо-Западный университет в Эванстоне, Иллинойс, по совету своего преподавателя, которая сказала, что «там лучшая школа обучения театральному мастерству в мире». Пегги училась там в двухгодичном колледже, где начала играть в театральных постановках, закончив учёбу в 20 лет.
В 1949 году Пегги Джозефин Варнадау отправилась в Голливуд, где подписала 7-летний контракт с Universal Pictures, после чего отдел общественных связей студии ужал её имя до Пегги Дау. На студии её зачислили в специальную учебную группу для молодых актёров. В течение двух лет она жила в голливудском общежитии для начинающих актрис «Студио Клаб», который опекала жена режиссёра Сесила Б. Демилля. В 1949 году Дау впервые появилась на экране в эпизоде «Нога мумии» телесериала «Время твоего шоу».

## Карьера в кинематографе
В самом начале карьеры Дау получила отличную роль в фильме нуар «Поддержка» (1949), где сыграла добрую и порядочную школьную учительницу Энн Макнайт, которая во время отпуска в Рино знакомится с ветераном войны Тони Риганом (Скотт Брейди), который вместе с ней летит к своей невесте в Чикаго. После того, как Тони подставляют в убийстве отца невесты, который является одним из главарей местной мафии, он с помощью Энн уходит от преследования как полиции, так и преступников, и в итоге находит настоящих убийц.  Постепенно Тони и Энн начинают испытывать романтические чувства друг к другу, и в финале фильма они строят планы совместной жизни на сельском ранчо. Историк кино Майкл Кини положительно оценил игру в этом фильме группы молодых актёров в главных ролях, среди них и Дау в роли «школьной учительницы, которая помогает военному ветерану в бегах найти настоящего убийцу, по ходу действия влюбляясь в него».
Второй картиной Дау стал также фильм нуар «Женщина в бегах» (1950), где она «ярко сыграла роль „другой женщины“». Главные герои этого фильма — молодожёны Дебора (Айда Лупино) и Селдон (Стивен Макнэлли) — приезжают провести медовый месяц в уединённый домик в горах, который арендовал Селдон. На пороге дома их неожиданно встречает молодая красавица по имени Патриция Монахан (Дау), со слов которой становится ясно, что она состояла (а, возможно, и состоит) в любовной связи с Селдоном. Разозлённый Селдон бьёт Патрицию по лицу, после чего девушка обвиняет его в том, что он женился на Деборе из-за денег. Дав Деборе понять, что это Селдон убил её богатого отца, Патриция уезжает. Как вспоминала Дау, когда «Лупино и Макнэлли приезжают в горный домик, его дверь открывается, и появляюсь я с бокалом в руке и словами „Стивен, дорогой, я не ожидала тебя так быстро“, и когда он отталкивает меня я говорю „Ладно ладно, оставляю тебя в покое“, и, бросив ключи от дома, со словами „ключи тебе могут понадобиться“ я ухожу. Это маленькая роль, но сцена была поставлена искусно». После премьеры фильма кинокритик «Нью-Йорк Таймс» Босли Краузер высоко оценил игру всего актёрского состава, отметив среди прочих и «достойную игру Пегги Дау в роли несчастной подружки Макнэлли». А современный критик Дэвид Брамбург отметил, что этот фильм «наглядно показал, что Дау способна на глубокие романтические роли в широком диапазоне».
В том же году в фильме нуар «Спящий город» (1950) Дау сыграла небольшую роль положительной девушки, на которой собирается жениться один из врачей, случайно оказавшийся втянутым в развёрнутую в больнице сеть наркоторговли. Свою следующую роль Дау снова сыграла в фильме нуар «Вымогательство» (1950). На этот раз это была роль второго плана одной из руководительниц крупной газеты из Сан-Франциско Эллен Беннетт, которая оказывает поддержку дерзкому и отчаянному фотокорреспонденту Джеку Эрли (Говард Дафф), когда тот связывается с боссами мафии в надежде сделать скандальный фоторепортаж о её преступлениях. В какой-то момент у Эллен начинается с Джеком роман, и она просит его занять спокойную должность в газете. Однако Джек к этому времени «уже зашёл так далеко и поднялся так высоко, что не может остановиться».
В 1950 году Дау сыграла роль очаровательной медсестры Эллен Келли в, вероятно, самом известном своём фильме, классической комедии «Харви» (1950) с Джеймсом Стюартом в главной роли. По мнению Эриксона, «Пегги была достаточно хороша в роли романтической героини» в этом фильме.
Следующий фильм, «Блестящая победа» (1951), был основанной на реальной истории «трогательной послевоенной мелодрамой, рассказывающей историю ослепшего солдата Ларри Невинса (Артур Кеннеди), который должен приспособиться к гражданской жизни». Как вспоминала актриса, перед началом съёмок актёров специально возили в Филадельфию в госпиталь для потерявших зрение, где тех готовили к возвращению в реальный мир. В этой картине Дау играла сотрудницу банка Джуди Грин, которая добровольно ухаживает за слепыми в госпитале. Она влюбляется в Ларри, но он уезжает домой, чтобы жениться на возлюбленной своего детства. Однако в итоге невеста Ларри с ним расстаётся, и он воссоединяется с любящей его Джуди, к которой также стал испытывать любовные чувства. По мнению Эриксона, в этой картине Дау «очень хороша в роли стойкой подруги слепого ветерана войны».
Мелодрама «Я хочу тебя» (1951) рассказывала о членах семьи в небольшом городке на Востоке США, которые по-разному относятся к призыву на воинскую службу во время Корейской войны. В этой картине Дау играла невесту молодого призывника (Фарли Грейнджер), который опасается, что воинская служба может разрушить его планы женитьбы.
В 1951 году Дау получила заметные роли также в двух семейных комедиях. В фильме «Воссоединение в Рино» (1951) она играла подругу адвоката (Марк Стивенс), которого нанимает девочка, чтобы он развёл её родителей. В фэнтези-комедии «Всякое бывает» (1951) Дау сыграла душеприказчицу старого миллионера, которая защищает его состояние от нападок многочисленных лже-наследников. Умирая, миллионер завещает состояние своей немецкой овчарке, которую вскоре травят, но она возвращается на Землю в образе частного детектива Рекса Шепарда (Дик Пауэлл). В итоге Рекс с помощью своих животных инстинктов восстанавливает справедливость, по ходу влюбляясь в Эллен.

## Актёрское амплуа и оценка творчества
Критики отмечают, что Дау была «красивой блондинкой, обладавшей умом и талантом». В 1949 году она заключила 7-летний контракт с Universal, по которому снялась в фильмах нуар «Поддержка» (1949) и «Женщина в бегах» (1950), а также сыграла главную женскую в классическом фильме «Харви» (1950) с Джимми Стюартом. По словам Брамбурга, «уже в своих первых ролях Дау показала, что способна сыграть как в комедии, так и в драме с равным мастерством».
Однако после трёх лет работы в Голливуде она завершила актёрскую карьеру, и, по мнению Брамбурга, «сегодня её больше помнят по благотворительной деятельности, чем по голливудским ролям».

## Личная жизнь
В 1951 году Дау вышла замуж за богатого нефтяника из Оклахомы Уолтера Хелмериха III. После этого, всего после трёх лет в шоу-бизнесе, она по собственной инициативе прервала свою процветавшую кинокарьеру и уехала с мужем жить в Талсу, сменив имя на Пегги Хелмерих. В браке у неё родилось пятеро сыновей — Рик, Зак, Мэтт, Ханс и Джон, каждый из которых сделал успешную карьеру. В 2012 году её муж Уолтер Хелмерих умер.

## Благотворительная и общественная деятельность
На протяжении многих лет Пегги Дау-Хелмерих активно занимается благотворительной деятельностью в Оклахоме. В частности, она участвует в финансировании Библиотечного фонда Талсы, где одна из библиотек получила её имя.
Ежегодно, начиная с 1985 года, Библиотечный фонд Талсы вручает писательскую премию Пегги В. Хелмерих «Выдающийся автор».
Кроме того, она финансирует деятельность Школы драматического искусства Университета Оклахомы, а также Школу общественных коммуникаций в родном Северо-Западном университете, где одна из аудиторий названа в её часть.
Она также финансирует Центр женского здоровья Пегги В. Хелмерих в Талсе. В 1998 году  Пегги Хелмерих получила почётную степень Университета Оклахомы за вклад в дело образования в области здравоохранения и культуры.

## Фильмография
| Год  |   | Русское название     | Оригинальное название | Роль             |
| ---- | - | -------------------- | --------------------- | ---------------- |
| 1949 | с | Время вашего шоу     | Your Show Time        | (1 эпизод)       |
| 1949 | ф | Поддержка            | Undertow              | Энн Макнайт      |
| 1950 | ф | Женщина в бегах      | Woman in Hiding       | Патриция Монахан |
| 1950 | ф | Вымогательство       | Shakedown             | Эллен Беннетт    |
| 1950 | ф | Спящий город         | The Sleeping City     | Кэти Холл        |
| 1950 | ф | Харви                | Harvey                | мисс Келли       |
| 1951 | ф | Блестящая победа     | Bright Victory        | Джуди Грин       |
| 1951 | ф | Всякое бывает        | You Never Can Tell    | Эллен Хэтэуэй    |
| 1951 | ф | Я хочу тебя          | I Want You            | Кэрри Тёрнер     |
| 1951 | ф | Воссоединение в Рино | Reunion in Reno       | Лора Карсон      |